# Delias tessei
Delias tessei is een vlindersoort uit de familie van de Pieridae (witjes), onderfamilie Pierinae.
Delias tessei werd in 1916 beschreven door Joicey & Talbot.